# 長野県中学生ロボットコンテスト
長野県中学生ロボットコンテスト（ながのけんちゅうがくせいロボットコンテスト、略称n-robo）とは長野県技術・家庭科教育研究会が主催するロボットコンテスト（ロボコン）である。

## 特徴
このロボコンでは、中学生がロボットコンテストに魅力を感じることを目的の一つとしているため、細かいペナルティーがない。アイディア1st、アイデア至上主義とも言われている。

## 参加者
本大会には長野県内の中学校に所属する生徒が参加できる。N-robo部門は長野県独自のルールで開催され、所属中学校の承認を得た上でのオープン参加である。また、応用部門、授業内部門、基礎部門、活用部門などは全国ロボコンと連携しており、部活動に所属していないと参加できない部門、授業の一環として活動していないと参加できない部門がある。

## 日程

### ルール発表
ルールの発表は例年、3月〜6月頃に行われる。しかし、この時に発表されるルールはあくまで暫定的なものであり、何度かルール変更が行われる。

### 地区大会
地区大会という形で、中信ロボコン、善光寺平ロボコン(産業フェアin善光寺平の一部として)、南信ロボコンが開催される。

### 県大会
県大会は秋に開催される。出場チーム数が多い場合は制限されることがある。

## 賞
授与される賞は以下のとおりである。
- ロボット大賞
- 技術賞
- アイデア賞
- アイデア倒れ賞
- ユーモア賞
- デザイン賞
- 審査員特別賞
- わざまる賞
- 最多特許賞
- 最優秀特許賞
- トーナメント優勝
- トーナメント準優勝
- トーナメント3位

（2010年のもの）

## 歴史

### 主催
- 長野県・技術家庭科教育研究会

### 後援
- 長野県教育委員会
- 信濃教育会
- 千曲市教育委員会
- 千曲市校長会
- 長野技能五輪・アビリンピック2012推進協議会
- 信濃毎日新聞社
- SBC信越放送
- TSBテレビ信州
- 信州ケーブルテレビジョン

(2010年のもの)

### 協力
- 信州大学教育学部情報・技術分野
- 株式会社ネクストグルーヴ（技術協力）